# Каштелу-Виегаш
Каштелу-Виегаш (порт. Castelo Viegas)  —  район (фрегезия) в Португалии,  входит в округ Коимбра. Является составной частью муниципалитета  Коимбра. Находится в составе крупной городской агломерации Большая Коимбра. По старому административному делению входил в провинцию Бейра-Литорал. Входит в экономико-статистический  субрегион Байшу-Мондегу, который входит в Центральный регион. Население составляет 1771 человек на 2001 год. Занимает площадь 7,11 км².
Покровителем района считается Стефан Первомученик (порт. Santo Estêvão). 